# روندا كورنوم
روندا كورنوم (بالإنجليزية: Rhonda Cornum)‏ (ولدت في 31 أكتوبر 1954 في دايتون، الولايات المتحدة) ضابط سابق في الجيش الأمريكي ومديرة الاستراتيجية الصحية لتيكويركس. هي جراحة معتمدة في مجال جراحة المسالك البولية بعد تخرجها من جامعة الخدمات المنظمة للعلوم الصحية وقد حصلت على شهادة الدكتوراه في الكيمياء الحيوية والتغذية من جامعة كورنيل. تقاعدت في عام 2012 في رتبة عميد وفي منصب مدير الجندي الشامل للياقة البدنية في شعبة هيئة الاركان ج-3/5/7.
وقد أمرت المركز الطبي الإقليمي لاندستوهل، وكان رئيسا لفئتها في كلية الحرب الوطنية، ثم أصبح الجراح الأوامر لقيادة قوات الجيش الأمريكي. كما العميد، كانت الجراحة الأمريكية مساعد الجراح العام لحماية القوة قبل العمل في برنامج اللياقة البدنية الجندي المشترك. وتقاعد العميد كورنوم في 31 كانون الثاني / يناير 2012.

## النشأة والتعليم
بعد تدريبها في الكيمياء الحيوية درست في كلية الطب العسكرية الوطنية. خلال دراستها التقت بزوجها المستقبلي كوري كورنوم الذي سيكون له مسيرة عسكرية موازية في القوات الجوية الأمريكية ويحصل أيضا على رتبة العميد.

## المسيرة المهنية
في مركز الطيران التابع للجيش الأمريكي قامت كورنوم بالبحث والعمل كجراحة جوية في مركز الطيران التابع لجيش الولايات المتحدة. ركزت اهتماماتها على العوامل البشرية للطيران.

### حرب الخليج الثانية
باعتبارها جراحة رحلة مع فوج المروحية الهجومية من طراز 229 كانت الرائدة كورنوم آنذاك على متن مروحية من طراز سيكورسكي يو إتش-60 بلاك هوك في مهمة بحث وإنقاذ بحثا عن طيارة من طراز إف-16 أثناء حرب الخليج الثانية. عندما أسقطت المروحية في 27 فبراير 1991 عانت كسر في الذراعين والإصبع وجرح ناري في الظهر وإصابات أخرى. بعد استعادة الوعي قالت لنفسها بأنه «لن يموت أحد من الألم».
تم القبض على كورنوم كأسيرة حرب واعتدى عليها جنسيا من قبل أحد خاطفيها العراقيين. بالإضافة إلى ذلك تعرضت مع سجناء آخرين لإعدام وهمي. ومع ذلك بما أنها كانت السجينة الأعلى في الرتبة العسكرية فقد تحملت مسؤولية أسرى الحرب الآخرين. ثم شاركت في كتابة كتاب عن تجربتها بعنوان ذهبت إلى الحرب: قصة روندا كورنوم (ردمك 0891415076) مع بيتر كوبلاند.
في مقابلة مع صحيفة نيويورك تايمز قالت أن الاعتداء الجنسي «يعتبر غير سار وهذا كل ما يصنفه.... كل شخص جعل هذه الصفقة كبيرة حول هذا الاعتداء غير اللائق ولكن الشيء الوحيد الذي يجعله غير لائق هو أنه كنت أسأل نفسي: هل ستمنعني من الخروج من هنا وهل هناك خطر للموت به؟ هل تعطل بشكل دائم؟ هل تشوه بشكل دائم وأخيرا هل هو مبرر؟ وإذا لم يتناسب ذلك مع إحدى هذه الفئات الخمس فإنه ليس مهما». واصلت قائلة: «هناك كم هائل من التركيز على هذا بالنسبة للنساء ولكن ليس للرجال» مشيرا إلى أن «سوء معاملة [زملائها أسرى الحرب] الرائد جيفري س. تايس من سلاح الجو الذي انفجرت أسنانه عندما تعرض للتعذيب بالكهرباء».
أدلت بشهادتها في هذا الصدد أمام اللجنة الرئاسية المعنية بتعيين المرأة في الخدمات المسلحة. في البداية لم تذكر هذه الاعتداءات بناء على طلب قادتها عندما أعيدت إلى الوطن. أعطت تفاصيل إضافية في كتابها.

## الجوائز
تشمل تكريمات كورنوم وسام الخدمة المتميزة ووسام الاستحقاق (مع ورقتين للبلوط العنقودي) والصليب الطائر المتميز وميدالية النجمة البرونزية وميدالية الخدمة بجدارة (مع أربع مجموعات من أوراق البلوط) ووسام القلب الأرجواني وميدالية الجو وميدالية أسرى الحرب. هي إحدى سبع نساء فقط في التاريخ تحصلن على الصليب الطائر المتميزة.